# Liste der Gewässer im Flusssystem Mindel
Die Liste der Gewässer im Flusssystem Mindel enthält im ersten Teil die Auflistung der Nebenflüsse und -bäche der Mindel von der Mündung in Richtung Quelle. Zusätzlich sind in der Auflistung die Flussarme enthalten, die sich vom Hauptfluss abspalten und sich weiter flussabwärts wieder mit diesem vereinigen. Hinter den Flussnamen ist, wenn bekannt, die Gewässerkennzahl, der Mündungsort, mit der jeweiligen Mündungshöhe (im Meter über NN), der Ort der Quelle des Fließgewässers, die Länge des Flusses, die Einzugsgebietsgröße und der Höhenunterschied von der Quelle zur Mündung angegeben.
Im zweiten Teil dieser Liste werden im Gebiet des Flusssystems liegende Seen aufgelistet – im Fall des Flusssystems Mindel vor allem Baggerseen.
Viele Informationen auf dieser Seite stammen von den Internetseiten des Bayerischen Landesamtes für Umwelt und des Bayernviewers der Bayerischen Vermessungsverwaltung.

## Fließgewässer
- Mindel, Gewässerkennzahl: 116; Mündung in die Donau bei Gundremmingen (ca. 430 m ü. NN); Quelle: nördlich von Mindelberg an der Mindelmühle (Markt Obergünzburg); Gewässerlänge: 77,93 km; Einzugsgebietsgröße: 953 km²; Höhenunterschied: ca. 330 m
  - Kammel, Gewässerkennzahl: 1168; Mündung in die Mindel südlich von Offingen an der Donau (439 m ü. NN); Quelle: im Wald Hochfirst westlich von Erisried (Gemeinde Stetten); Gewässerlänge: 57,24 km; Einzugsgebietsgröße: 262 km²; Höhenunterschied: 265 m
    - Hirtenbach; Mündung in die Kammel nördlich von Remshart (Gemeinde Rettenbach) (442 m ü. NN); Quelle: südöstlich von Harthausen (Gemeinde Rettenbach); Gewässerlänge: 3,1 km; Höhenunterschied: 42 m
    - Stubenweiherbach; Mündung in die Kammel in Hammerstetten (Gemeinde Kammeltal) (453 m ü. NN); Quelle: östlich von Ebersbach (Gemeinde Kötz); Gewässerlänge: ca. 2,0 km; Höhenunterschied: ca. 29 m
    - Krähenbach, Gewässerkennzahl: 1168912; Mündung in die Kammel bei Ettenbeuren (Gemeinde Kammeltal) (ca. 465 m ü. NN); Quelle: im Wald zwischen Naichen (Gemeinde Neuburg an der Kammel) und Kemnat (Gemeinde Burtenbach); Gewässerlänge: 7,01 km; Höhenunterschied: ca. 70 m
    - Haselbach, Gewässerkennzahl: 116834; Mündung in die Kammel bei Naichen (Gemeinde Neuburg an der Kammel) (ca. 475 m ü. NN); Quelle: südlich von Winzer (Gemeinde Aletshausen); Gewässerlänge: 18,05 km; Einzugsgebietsgröße: 34 km²; Höhenunterschied: 115 m
    - Weihergraben (führt zumindest im Bereich des Krumbades nicht immer Wasser); Mündung in die Kammel in Krumbach (Schwaben) (505 m ü. NN); Quelle: 1,5 km südlich des Krumbades; Gewässerlänge: ca. 4,5 km; Höhenunterschied: 73 m
    - Krumbach (auch Krumbächle genannt), Gewässerkennzahl: 1168314; Mündung in die Kammel in Krumbach (Schwaben) (ca. 505 m ü. NN); Quelle: nördlich von Halden (Gemeinde Kirchhaslach); Gewässerlänge: 11,14 km; Einzugsgebietsgröße: 11 km²; Höhenunterschied: ca. 85 m
      - Weilerbach; Mündung in den Krumbach bei Waltenhausen (537 m ü. NN); Quelle: südlich von Weiler (Gemeinde Waltenhausen); Gewässerlänge: ca. 4,1 km; Höhenunterschied: 66 m

    - Adelgerngraben; Mündung in die Kammel in Aletshausen (524 m ü. NN); Quelle: in Wasserberg (Gemeinde Aletshausen); Gewässerlänge: ca. 2,0 km; Höhenunterschied: 36 m
    - Krummbächel, auch Krummbächlein; Mündung in die Kammel nördlich von Breitenbrunn (540 m ü. NN); Quelle südlich von Bedernau (Gemeinde Breitenbrunn); Gewässerlänge: ca. 6,5 km; Höhenunterschied: 91 m
      - Weiherbach; Mündung in das Krummbächel südöstlich von Breitenbrunn (555 m ü. NN); Quelle: westlich von Bedernau (Gemeinde Breitenbrunn); Gewässerlänge: ca. 2,5 km; Höhenunterschied: 55 m

    - Weilbach (auch Weilbächle genannt); Mündung in die Kammel bei Weilbach (Gemeinde Pfaffenhausen) (552 m ü. NN); Quelle: bei Hohenreuten (Gemeinde Oberrieden); Gewässerlänge: ca. 5,5 km; Höhenunterschied: 35 m
    - Elbenbach; Mündung in die Kammel bei Oberrieden (579 m ü. NN); Quelle: bei Erlenberg (Markt Erkheim); Gewässerlänge: ca. 5,0 km; Höhenunterschied: 80 m

  - Erlenbach (Mindel), Gewässerkennzahl: 11672; Mündung in die Mindel westlich von Mindelaltheim (Gemeinde Dürrlauingen) (ca. 446 m ü. NN); Quelle: südöstlich von Freihalden (Markt Jettingen-Scheppach); Gewässerlänge: 15,4 km; Höhenunterschied: 83 m
  - Rieder Bach, im südlichen Abschnitt auch Schluchtgraben genannt, Gewässerkennzahl: 116594; Mündung in die Mindel in Jettingen (Markt Jettingen-Scheppach) (ca. 463 m ü. NN); Quelle: nordöstlich von Burtenbach; Gewässerlänge: 7,19 km; Höhenunterschied: 47 m
- linker Flussarm: Kleine Mindel, Gewässerkennzahl: 116592; spaltet sich vom Hauptfluss südlich von Mindelzell (Gemeinde Ursberg) (ca. 515 m ü. NN) ab, vereint sich südlich von Eberstall (Gemeinde: Markt Jettingen-Scheppach) wieder mit dem Hauptfluss (ca. 470 m ü. NN); Gewässerlänge: 16,84 km; Höhenunterschied: ca. 45 m
  - Osterbach; Mündung in die Mindel in Burtenbach (479 m ü. NN); Quelle: östlich von Burtenbach; Gewässerlänge: ca. 3,0 km; Höhenunterschied: ca. 31 m
  - Griesbach; Mündung in die Mindel nördlich von Münsterhausen (483 m ü. NN); Quelle: südöstlich von Münsterhausen; Gewässerlänge: ca. 4,7 km; Höhenunterschied: ca. 52 m
  - Hasel, Gewässerkennzahl: 116512; Mündung in die Mindel südlich von Thannhausen (ca. 500 m ü. NN); Quelle: nordöstlich von Zaisertshofen (Gemeinde Tussenhausen); Gewässerlänge: 17,87 km; Höhenunterschied: 125 m
    - Westerbach, Gewässerkennzahl: 1165122; Mündung in die Hasel bei Haselbach (Gemeinde Eppishausen) (ca. 532 m ü. NN); Quelle: nördlich von Tussenhausen; Gewässerlänge: 12,28 km; Höhenunterschied: 95 m

  - Ochsengraben; Mündung in die Kleine Mindel südlich von Bayersried (Gemeinde Ursberg) (505 m ü. NN); Quelle: südwestlich von Premach (Gemeinde Ursberg); Gewässerlänge: ca. 3,2 km; Höhenunterschied: 60 m
  - Flossach, Gewässerkennzahl: 1164; Mündung in die Mindel nördlich von Hasberg (Gemeinde Kirchheim in Schwaben) (ca. 524 m ü. NN); Quelle: nordwestlich von Türkheim; Gewässerlänge: 20,51 km; Höhenunterschied: 65 m; Flussarm bei dem Flugplatz Mindelheim-Mattsies: Lettenbach oder Lehnbach genannt
    - Hierbach; mündet in den Lettenbach nördlich von Mattsies (Gemeinde Tussenhausen) (571 m ü. NN); Gewässerlänge: ca. 5,0 km; Quelle: im Mindelheimer Stadtwald; Höhenunterschied: ca. 67 m
    - Tiefenbach; mündet in den Lettenbach nördlich von Mattsies in Mattsiesmühle (Gemeinde Tussenhausen) (574 m ü. NN); Quelle: nördlich der B 18 – nahe der Ortschaft Sankt Anna (Stadt Mindelheim); Gewässerlänge: ca. 5,9 km; Höhenunterschied: ca. 61 m
    - Wörthbach (bis Eggenthal auch Friesenrieder Bach genannt), Gewässerkennzahl: 11642; Mündung in die Flossach nördlich von Rammingen (Bayern) (582 m ü. NHN); Quelle: im Hollenwald östlich von Wenglingen (Gemeinde Aitrang)     820 m über NHN; Gewässerlänge: 34,5 km; Höhenunterschied: ca. 238 m;
      - Haldenbach; mündet bei Kirchdorf (Stadt Bad Wörishofen) in den Wörthbach (605 m ü. NN); Quelle: östlich von Kirchdorf (Stadt Bad Wörishofen); Gewässerlänge: 4,6 km; Höhenunterschied: 65 m
      - Stutweidbach; mündet nördlich von Bad Wörishofen in den Wörthbach (613 m ü. NN); Quelle: im Wörishofer Wald südwestlich von Bad Wörishofen; Gewässerlänge: 4,2 km; Höhenunterschied: 52 m
      - Riedbach, vielleicht auch Osterbach; mündet bei Großried (Gemeinde Baisweil) in den Wörthbach (661 m ü. NN); Quelle: südlich von Eiberg (Markt Irsee); Gewässerlänge: 6,9 km; Höhenunterschied: 93 m
        - Riedbach; mündet südöstlich von Baisweil in den Osterbach (685 m ü. NN); Quelle: westlich von Haslach (Markt Irsee); Gewässerlänge: 2,7 km; Höhenunterschied: 59 m

      - Röhrwanger Mühlbach, Gewässerkennzahl: 116214; Mündung in den Wörthbach bei Eggenthal (704 m ü. NN); Quelle: nordöstlich von Obergünzburg; Gewässerlänge: 6,96 km; Höhenunterschied: 93 m
      - Schwarzer Graben; mündet bei Romatsried (Gemeinde Eggenthal) in den Wörthbach / Friesenrieder Bach (718 m ü. NN); Quelle: nordöstlich von Friesenried; Gewässerlänge: 3,5 km; Höhenunterschied: 64 m
      - Blöcktacher Mühlbach; mündet bei Blöcktach (Gemeinde Friesenried) in den Wörthbach / Friesenrieder Bach (725 m ü. NN); Quelle: bei Ebersbach (Markt Obergünzburg); Gewässerlänge: 5,3 km; Höhenunterschied: 107 m

  - Weißbach (Mindel), Gewässerkennzahl: 11634; (fließt parallel zur Flossach); entspringt nordwestlich von Mattsies (Gemeinde Tussenhausen); Mündung in die Mindel bei Hasberg (Gemeinde Kirchheim in Schwaben) (ca. 530 m ü. NN); Quelle: nordwestlich von Mattsies (Gemeinde Tussenhausen); Gewässerlänge: ca. 14,5 km; Höhenunterschied: 54 m
- Flussarm: Östliche Mindel, Gewässerkennzahl: 11632; spaltet sich vom Hauptfluss nördlich von Lohhof (Ortsteil der Stadt Mindelheim) (ca. 577 m ü. NN) ab, vereint sich südlich von Hasberg (Gemeinde Kirchheim in Schwaben) wieder mit dem Hauptfluss (ca. 533 m ü. NN); Gewässerlänge: 10,65 km; Höhenunterschied: ca. 44 m
  - Rettenbach, Gewässerkennzahl: 116312; Mündung in die Mindel nördlich von Pfaffenhausen (555 m ü. NN); Quelle: südöstlich von Oberrieden; Gewässerlänge: 6,5 km; Höhenunterschied: 47 m
    - Rohrbach; Mündung in den Rettenbach südlich von Pfaffenhausen (564 m ü. NN); Quelle: südlich von Egelhofen (Markt Pfaffenhausen); Gewässerlänge: 2,1 km; Höhenunterschied: 37 m

  - Schaucherbach, Gewässerkennzahl: 116322; Mündung in die Östliche Mindel in Hausen (Gemeinde Salgen) (ca. 570 m ü. NN); Quelle: südlich von Nassenbeuren (Stadt Mindelheim); Gewässerlänge: 5,13 km; Höhenunterschied: 30 m
  - Westernach (Mindel) (von der Quelle bis Köngetried (Gemeinde Apfeltrach) auch Katzbruier Bach genannt), Gewässerkennzahl: 1162; Mündung in die Mindel südwestlich von Lohhof (Ortsteil der Stadt Mindelheim) (579 m ü. NN); Quelle: westlich von Oberegg (Gemeinde Unteregg); Gewässerlänge: 17,57 km; Höhenunterschied: 144 m
    - Auerbach (Westernach), Gewässerkennzahl: 11622; Mündung in die Westernach bei Unterauerbach (Ortsteil der Stadt Mindelheim) (ca. 594 m ü. NN); Quelle: südöstlich von Markt Rettenbach; Gewässerlänge: 15,26 km; Höhenunterschied: 153 m
    - Magnusrinne, Gewässerkennzahl: 116214; mündet nördlich von Köngetried (Gemeinde Apfeltrach) in die Westernach (644 m ü. NN); Quelle: öst lich von Köngetried (Gemeinde Apfeltrach); Gewässerlänge: 1,7 km; Höhenunterschied: 26 m
    - Eßmühler Bach, Gewässerkennzahl: 116212; mündet südlich von Köngetried (Gemeinde Apfeltrach) in die Westernach (671 m ü. NN); Quelle: südwestlich von Unteregg; Gewässerlänge: 2 km; Höhenunterschied: 40 m

  - Hungerbach (Mindel), Gewässerkennzahl: 116142; Mündung in die Mindel in Mindelheim (ca. 603 m ü. NN); Quelle: östlich von Lauchdorf (Gemeinde Baisweil); Gewässerlänge: 8,15 km; Höhenunterschied: 87 m
  - Germbächel, Gewässerkennzahl: 11612; mündet südlich der Salzstraßmühle (Gemeinde Eggenthal) in die Mindel (657 m ü. NHN); Quelle: nordwestlich von Eggenthal; Gewässerlänge: 5,2 km; Höhenunterschied: 96 m
    - Unterer Schwarzenbach, Gewässerkennzahl: 116122; mündet nordöstlich von Benkhofen (Gemeinde Eggenthal) in das Germbächel (660 m ü. NHN); Quelle: westsüdwestlich von Eggenthal; Gewässerlänge: 6,2 km; Höhenunterschied: 102 m

  - Ascherbach, Gewässerkennzahl: 116112; mündet bei Benkhofen (Gemeinde Eggenthal) in die Mindel (669 m ü. NN); Quelle: südlich von Bayersried (Gemeinde Eggenthal); Gewässerlänge: 4,4 km; Höhenunterschied: 95 m

## Seen
die wichtigsten Seen im Mindeltal (von Süden nach Norden):
- Nordsee: Baggerweiher nördlich von Mindelheim
- Nassenbeurer Weiher: Baggerweiher westlich von Nassenbeuren
- Baggerseen bei Bronnen (Gemeinde Salgen)
- Balzhauser Baggerweiher: viele Baggerweiher zwischen Balzhausen und Bayersried (Gemeinde Ursberg) an der Kreisstraße GZ 12
- Gebiet mit vielen Baggerweihern nördlich des Flugplatzes Thannhausen an der Staatsstraße St 2023
- Baggerseen zwischen Kemnat und Burtenbach
- Baggerseen zwischen Schönenberg und Eberstall
- Burgauer See bei Burgau (nahe bei der Autobahnraststätte Burgauer See an der A 8)
- Silbersee: ehemaliger Baggersee zwischen Rettenbach-Remshart und Mindelaltheim; heute Badesee

Seen im Tal der Westernach (Mindel):
- Unggenrieder Weiher: westlich von Mindelheim